# Pseudamophilus davidi
Pseudamophilus davidi is een keversoort uit de familie beekkevers (Elmidae). De wetenschappelijke naam van de soort werd in 1992 gepubliceerd door Kodada.